# 咸镜南道

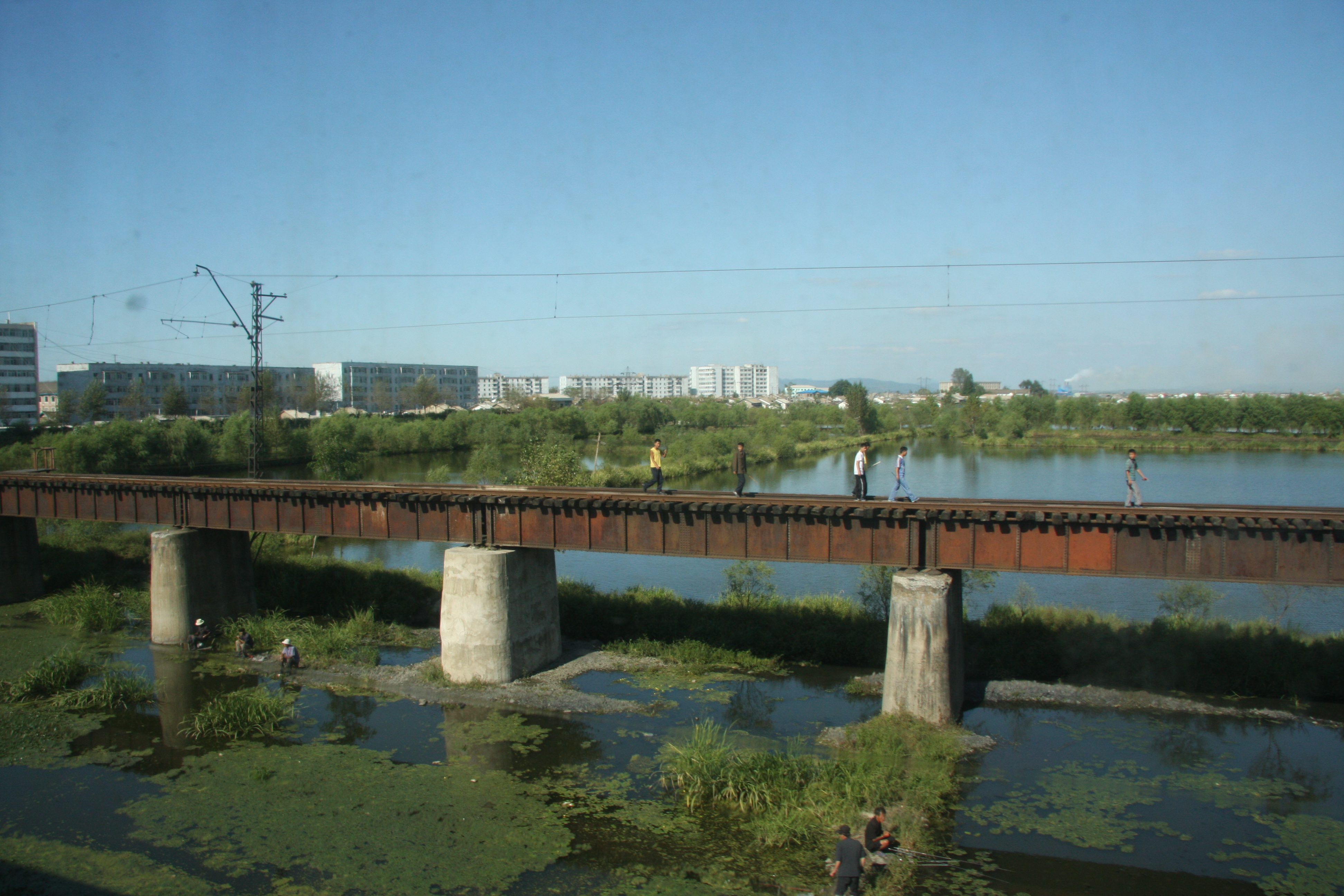
鐵路橋

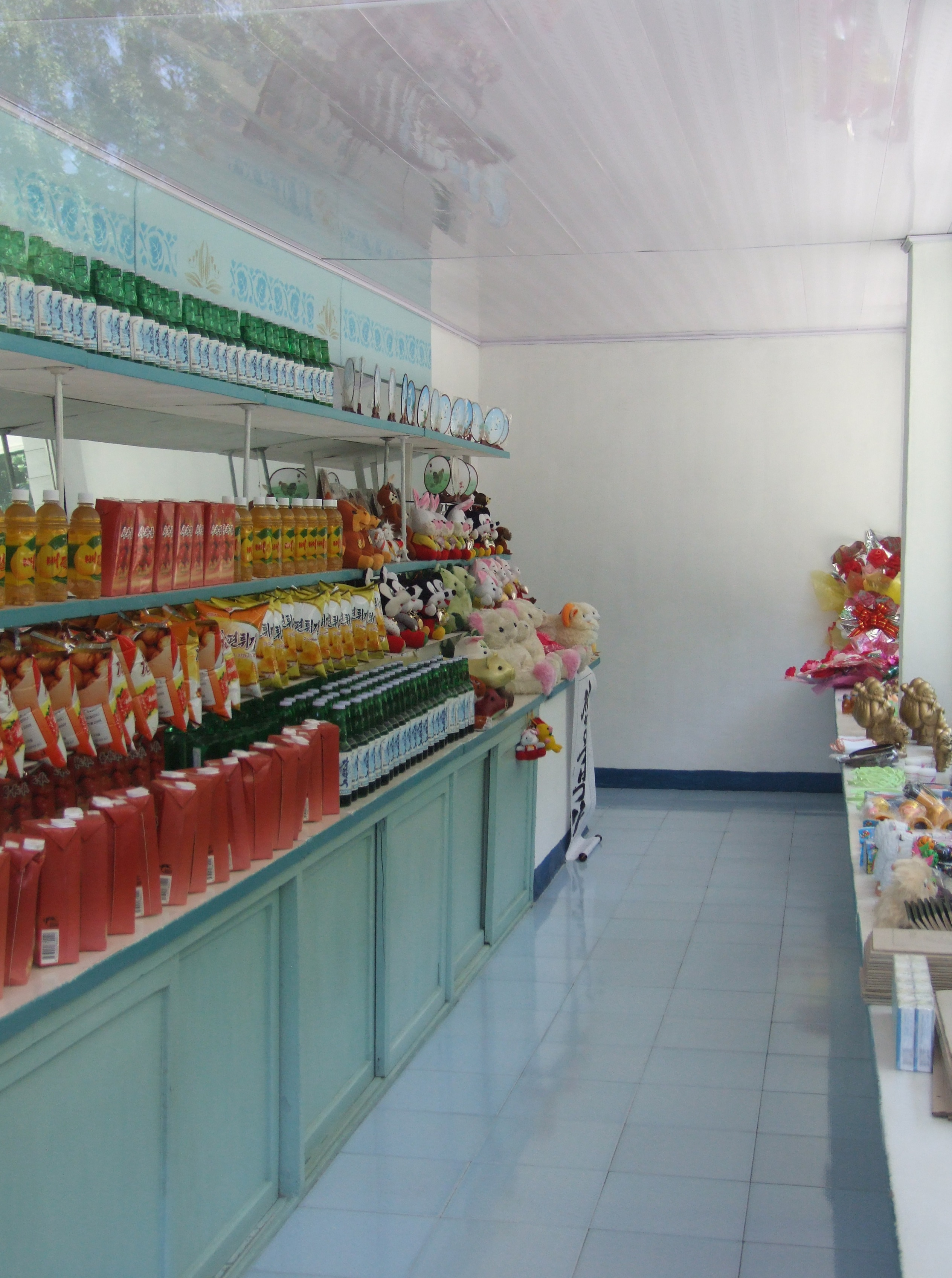
便民店

咸镜南道（朝鲜语：／ Hamgyŏngnam do */?），是朝鲜民主主义人民共和国东北部的地方行政区。面积18,970平方公里，人口2,732,232人。
道政府所在咸興市。管辖3市1地区1区16郡。

## 地理
东面日本海，南邻江原道，西接平安南道，北接咸镜北道、两江道和慈江道。

## 历史
- 金朝及金后的东夏国时期被称为曷懶路，为没有编入辽国户籍的生女真人的故地[1]
- 王氏高丽时咸鏡道属于双城总管府
- 1896年把咸鏡道南北两分而成立
- 1946年9月：因海防需要，原屬咸鏡南道的元山市、安邊郡、文川郡等地區併入江原道。
- 1949年1月：長津郡的一部份被併入慈江道。

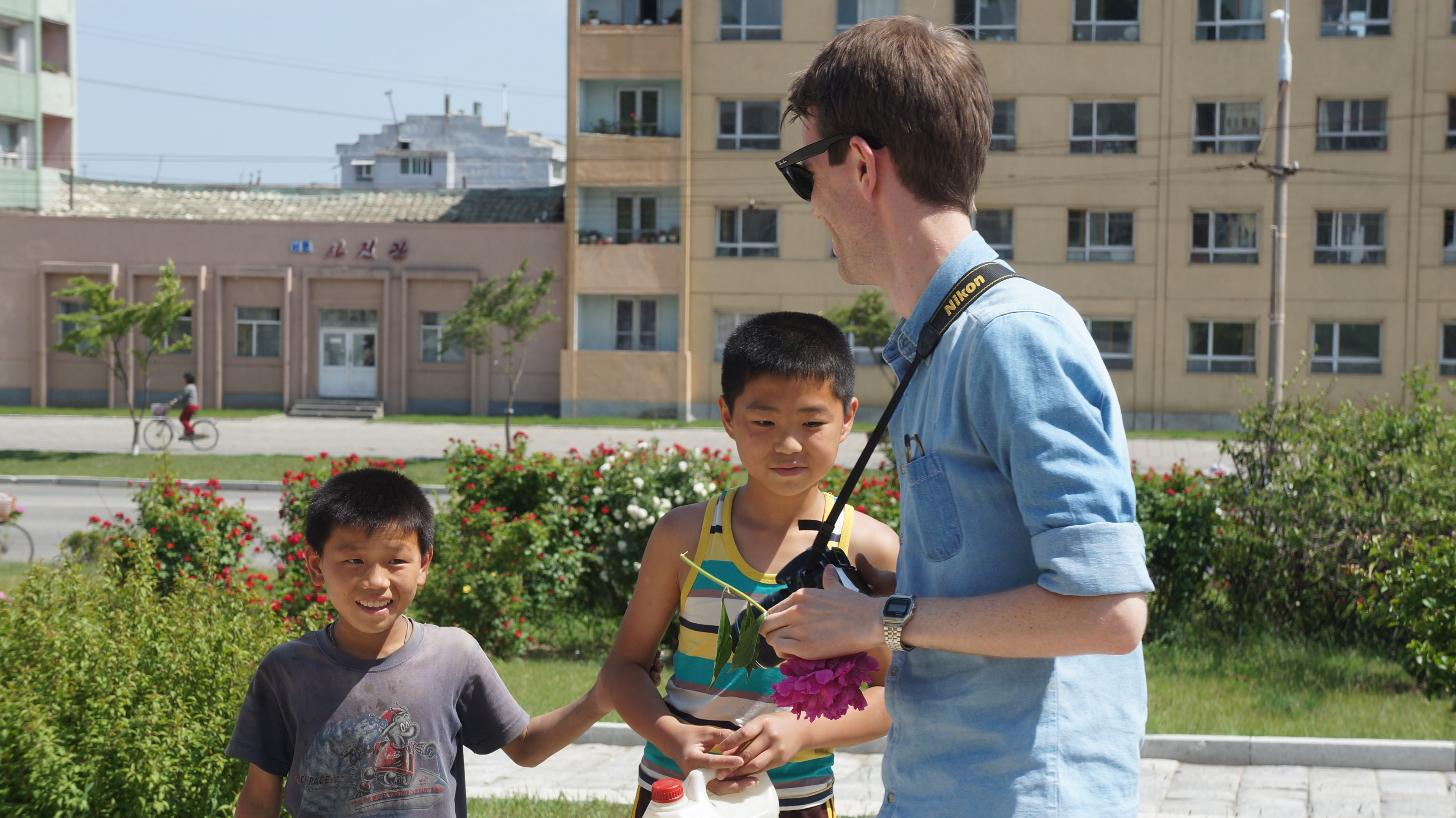
進入咸镜南道的西方觀光客
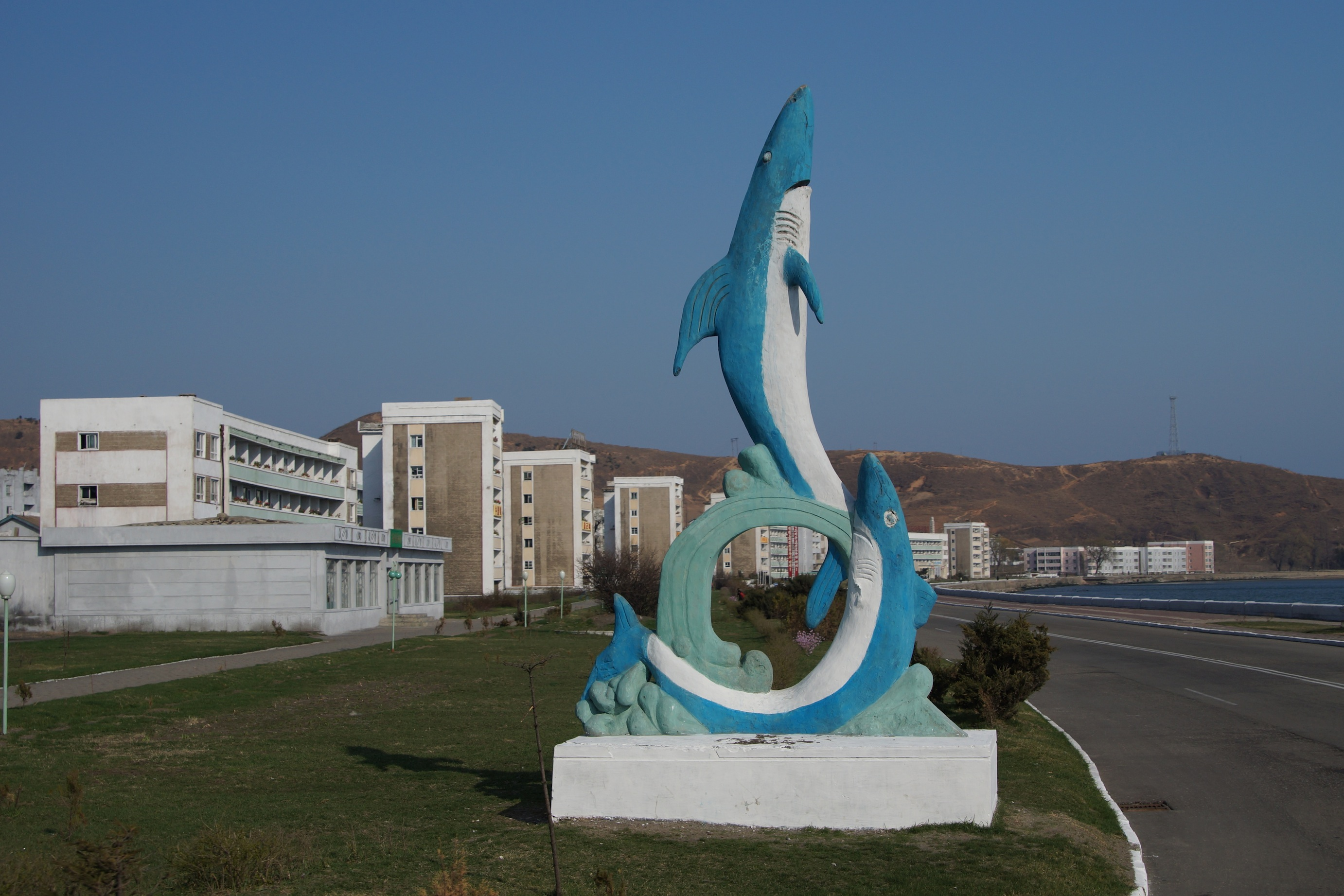
咸興市鯊魚雕像
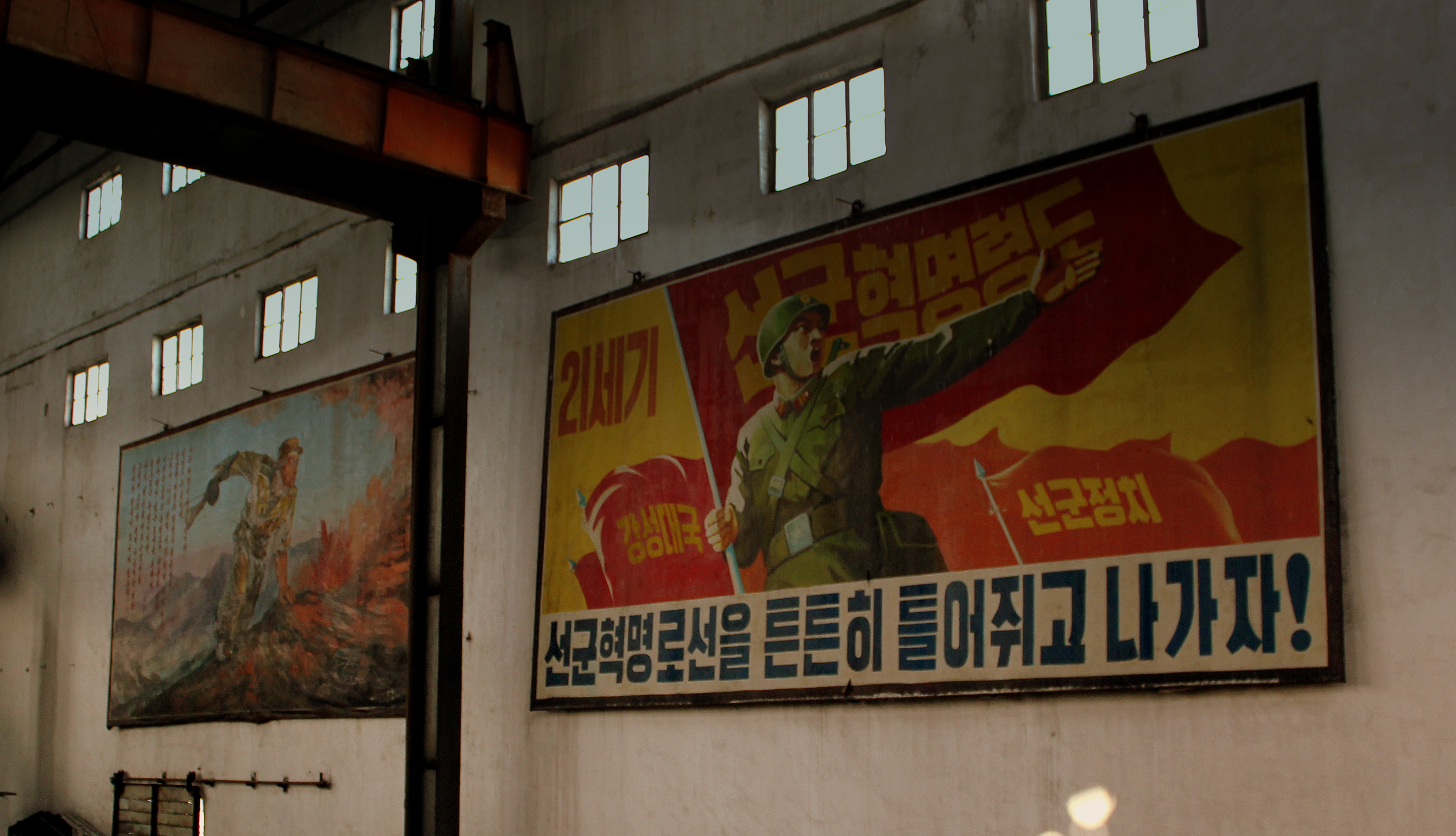
咸興發電廠
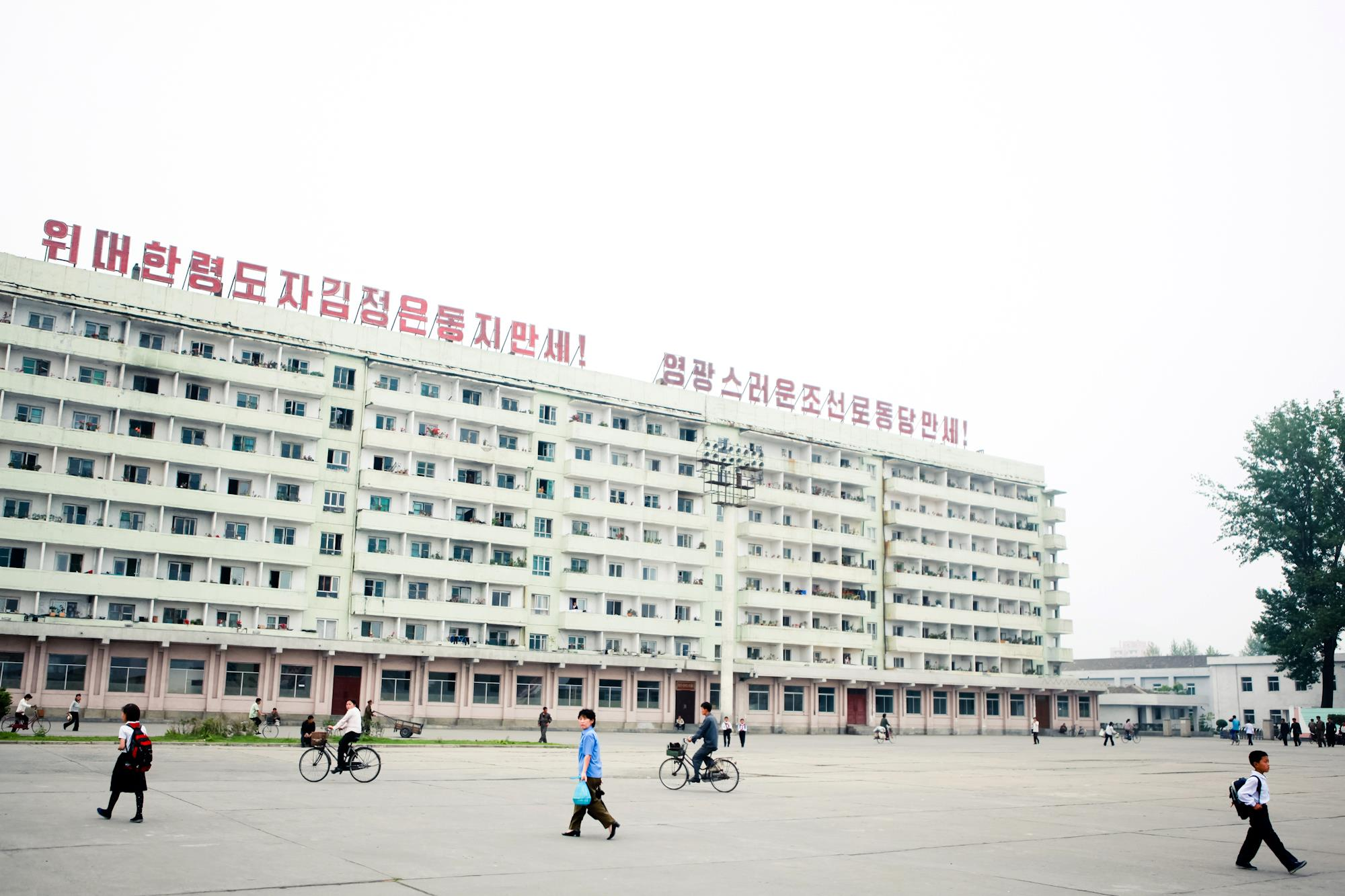
勞動人民廣場
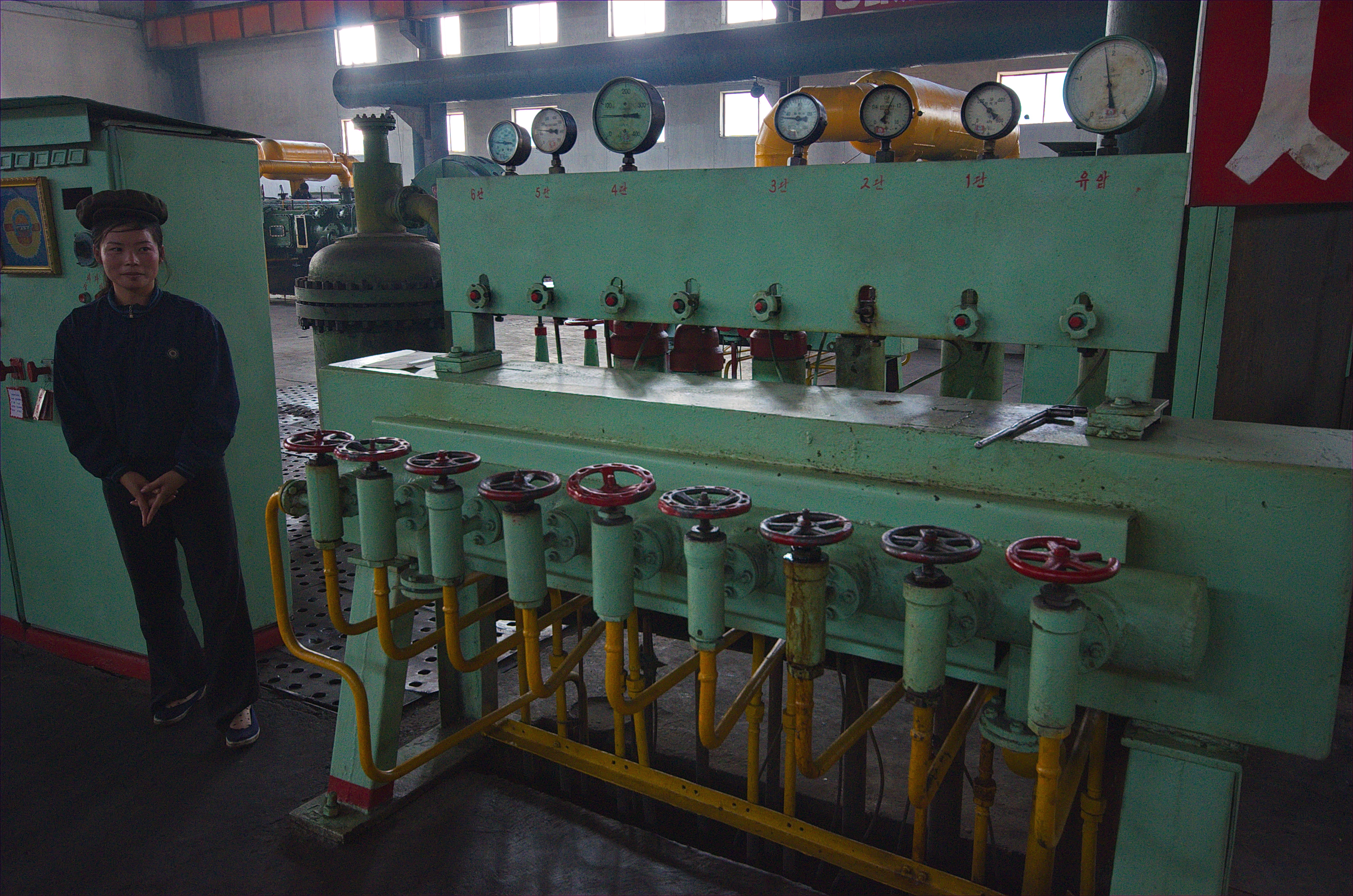
咸興市發電廠
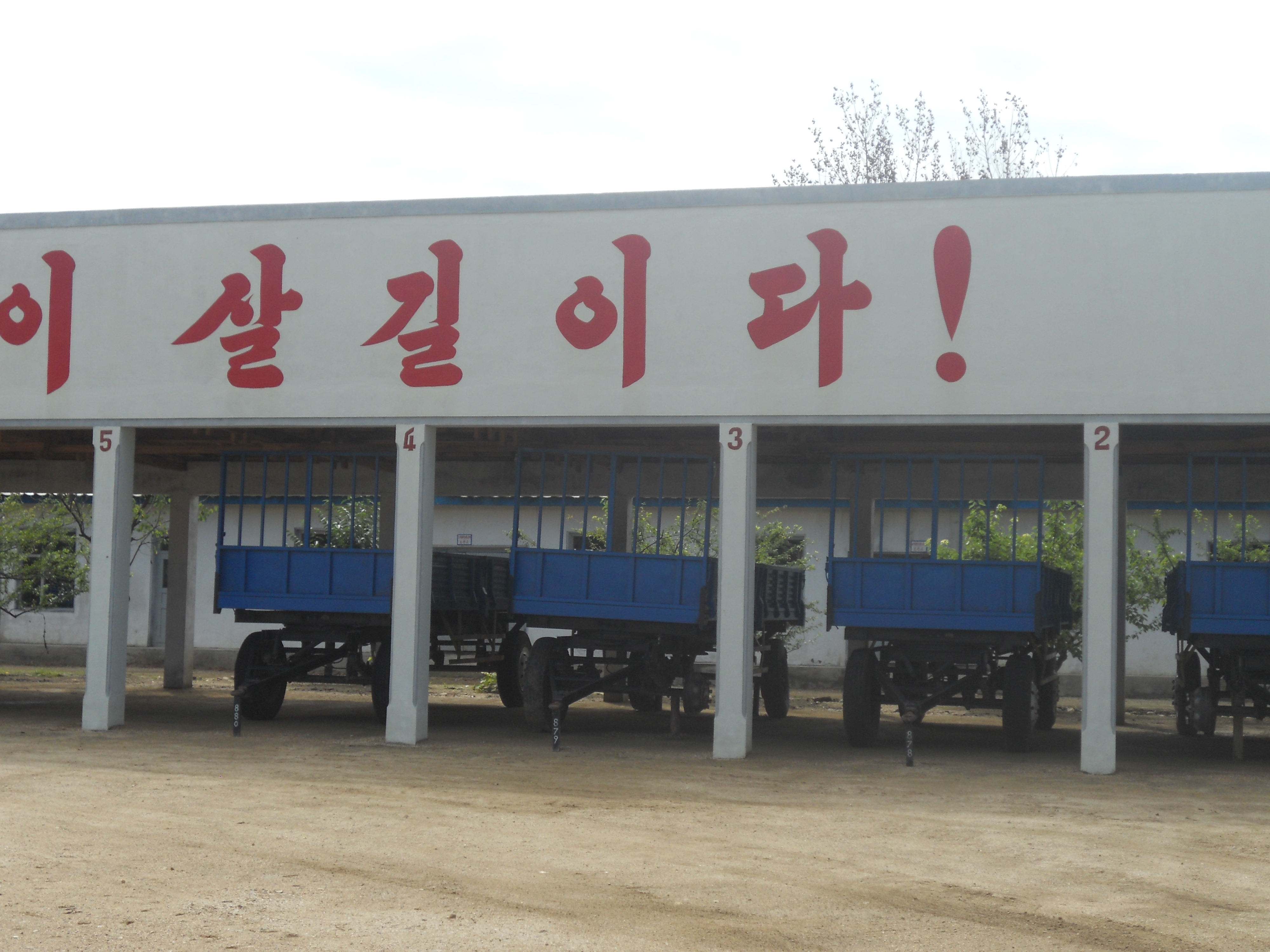
咸镜南道一所合作農場
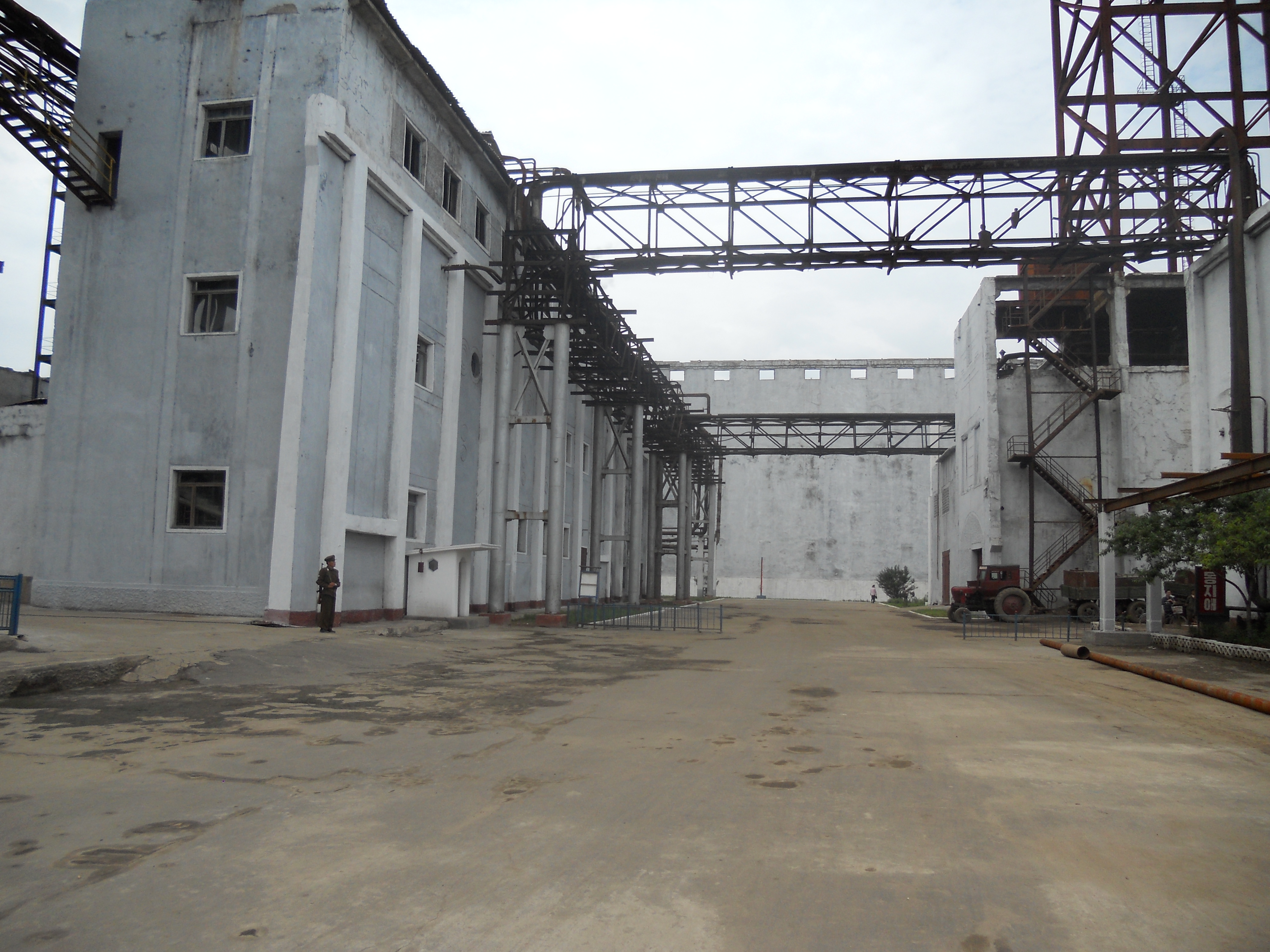
一所肥料廠
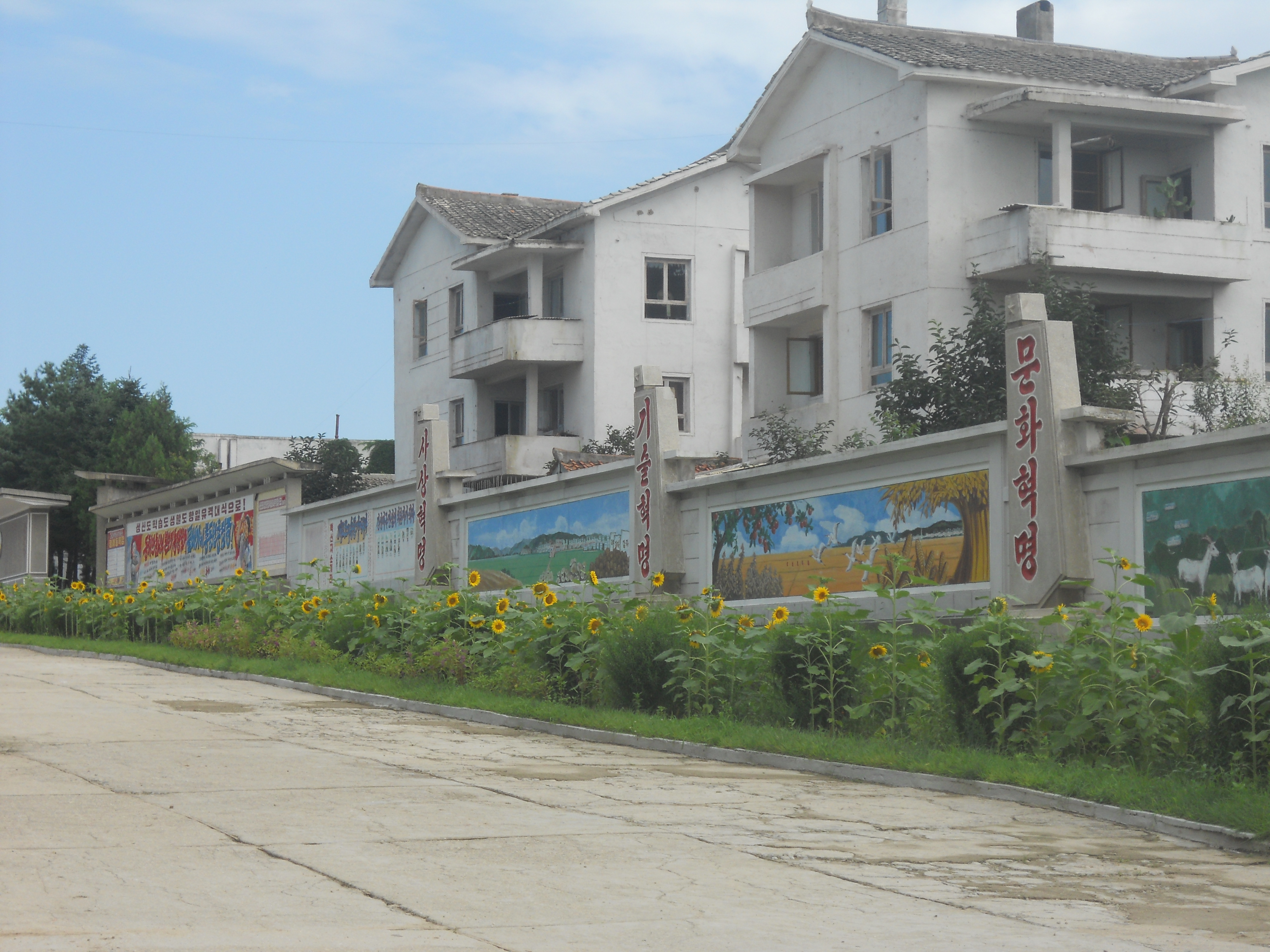
咸镜南道較高級的獨棟式住宅

## 行政区划
- 市部及区、地区
  - 端川市（단천시）
  - 新浦市（신포시）
  - 咸興市（함흥시）
  - 琴湖地區（금호지구）
- 郡部  
  - 高原郡（고원군）
  - 金野郡（금야군）
  - 德城郡（덕성군）
  - 樂園郡（락원군）
  - 利原郡（리원군）
  - 赴戰郡（부전군）
  - 北青郡（북청군）
  - 新興郡（신흥군）
  - 長津郡（장진군）
  - 定平郡（정평군）
  - 咸州郡（함주군）
  - 虛川郡（허천군）
  - 洪原郡（홍원군）
  - 榮光郡（영광군）
  - 耀德郡（요덕군）
  - 水洞郡（수동군）

## 政治

### 历任党委责任书记
- 李正南

## 交通
- 咸興機場現正改建成為國際機場。
- 鐵道：江原線及平羅線

## 觀光熱點
- 玉蓮山：欣賞「石塔」、「石河」及「石海」等三大天然風物。

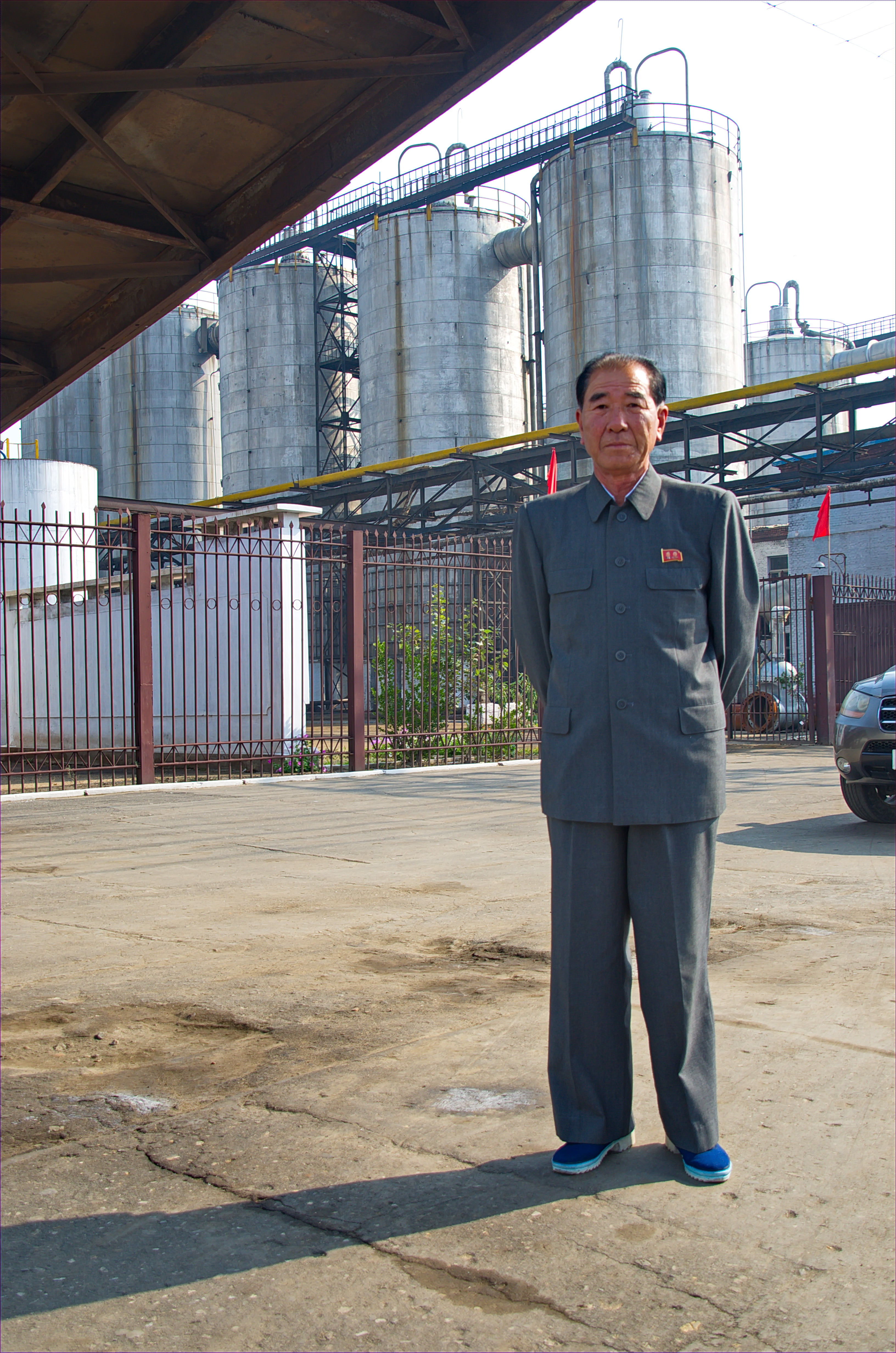
咸興市化工廠的班長

- 龍興寺：「白雲山城」裡的佛教寺廟。

## 高等院校
- 咸興化學工業大學
- 咸興水利動力大學
- 咸興醫科大學
- 北鎮師範大學
- 咸興農業大學
- 金亨權新浦師範大學
- 崔希淑咸興第一教員大學
- 咸興第二教員大學
- 咸興建設大學
- 咸興輕工業大學

## 領導
- 長官
  - 1910年～？：申應熙（신응희）
  - 1918年～？：李圭完（이규완）
- 道知事
  - 1924年～？：金寬鉉（김관현）

## 外部連結
- 韓國《中央日報》朝鲜網：咸鏡南道（页面存档备份，存于） 